# Antonio Concioli
Antonio Concioli (Pergola, 1739 - Rome, 1826) est un peintre italien actif à la fin du XVIIIe et au début du XIXe siècle.

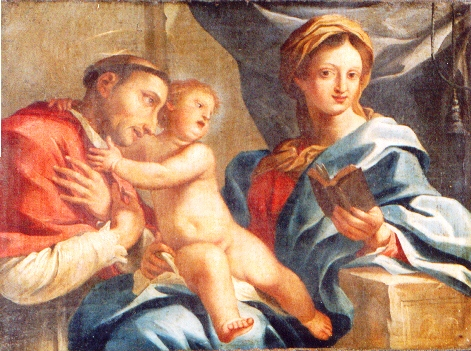
Vierge à l'Enfant et saint Charles Borromée, Collection Genova

## Biographie
Antonio Concioli qui est un membre de la famille Concioli une éminente famille d'érudits et juristes originaire Cantiano a été actif surtout en Ombrie, Marches et Latium.
Il a été membre de l'Accademia di San Luca à Rome et sa production est surtout à base de thèmes religieux conservés dans les édifices religieux, musées et collections privées. À Rieti Concioli a été sollicité par le chapitre de la cathédrale, par les Pères prêcheurs et par le prieur des Dominicains. L'artiste fut un ami de Pompeo Batoni.

## Œuvres
- Vierge à l'Enfant et saint Charles Borromée, Collection Genova
- Cycle de tableaux pour l'église Santa Maria Assunta de Pergola[3]
- Fresques en collaboration avec Giovanni Odazzi, représentant les histoires de la vie et du martyre de Sainte Barbara, Chapelle de Sainte Barbara, Cathédrale de Rieti[4]
- Mort de Sant’Andrea d’Avellino (1792), cathédrale de Spolète[5]
- Adoration des Mages, Nativité (1782) et Repos pendant la fuite en Égypte (1782); Cappella di Sant'Antonio dei Portoghesi - Rome[6]
- Canonisation de Saint Dominique (1791), Musée de la diocèse de Rieti (provenant de l'église San Domenico de Rieti)[7]
- Vierge à l'Enfant avec deux saints martyrs et anges, huile sur toile, 26,5 × 22 cm[8]
- Sainte Barbara, huile sur toile, 47 × 29,5[8]
- Madonella, Rione Pigna à Rome. Située à l'angle Piazza del collegio romano et Via della Gatta.